# Aharon Dawid Gordon
Aharon Dawid Gordon (ur. 9 czerwca 1856 w Trojanowie, zm. 22 lutego 1922 w Deganja Alef) – rosyjski filozof, pisarz i pedagog pochodzenia żydowskiego, ideolog ruchu syjonistycznego. Był jednym z założycieli syjonistycznego ruchu socjaldemokratycznego Hapoel Ha-Cair. Wywarł silny wpływ na utworzenie pierwszych kibuców.

## Życiorys

### Dzieciństwo i młodość
Aharon urodził się w 1856 roku w wiosce Trojanow koło Żytomierza w Imperium Rosyjskim (obecnie terytorium Ukrainy). Przyszedł na świat w zamożnej rodzinie ortodoksyjnych Żydów. Jego ojciec był zatrudniony w majątku barona Josefa Günzburga. Aharon był piątym dzieckiem swoich rodziców, jednak jego rodzeństwo zmarło w młodym wieku i wychowywał się jako jedyne dziecko w domu. W konsekwencji rodzice obawiali się o jego bezpieczeństwo, i traktowali z dużą pobłażliwością. Ze względu na zły stan zdrowia Aharon nie został posłany do chederu i otrzymał tradycyjne żydowskie wychowanie religijne w domu od prywatnego nauczyciela. Później uczył się w Gołowniewsku i Obodówce, gdzie mieszkał w domu krewnych. Poznał tam swoją przyszłą żonę, kuzynkę Feigel Tartakov. Aharon studiował także przez rok w Wilnie, po czym powrócił do rodziców. Dalszą jego edukacją zajmowali się prywatni nauczyciele, którzy uczyli go Talmudu, Tory i gramatyki hebrajskiej. Dodatkowo jako samouk uczył się przedmiotów świeckich i kilku języków (rosyjskiego, niemieckiego i francuskiego). Jego rodzice byli ludźmi z religijnymi zasadami i odmówili zapłacenia łapówki, aby wykupić syna od poboru do rosyjskiej armii, gdyż wtedy obowiązek zaciągu spadłby na kogoś innego. Aharon służył w wojsku przez sześć miesięcy, po czym został zwolniony, gdyż uznano go za niezdolnego do służby wojskowej.

### Praca zawodowa
W 1879 roku Gordon poślubił swoją kuzynkę Feigel Tartakov, z którą miał siedmioro dzieci (jedynie dwoje przeżyło). Przeniósł się z nią do miasta Obodowka. Po dwóch latach został zatrudniony w administracji finansowej w majątku barona Günzburga i przeprowadził się do wioski Mohilna. Pracę tę wykonywał w latach 1880-1903. Chociaż ceniono go za jego uczciwość, monotonna praca nudziła go. Pogromy Żydów z 1881 roku przekonały go idei wczesnego ruchu syjonistycznego. Krótko potem został członkiem organizacji Chowewej Syjon. Gdy jego wioska została sprzedana nowemu właścicielowi, stracił pracę. Ponieważ jego rodzice już nie żyli, a dzieci były samodzielne, Gordon podjął decyzję o wyemigrowaniu do Ziemi Izraela.

### Alija
W 1904 roku Aharon Gordon wykonał aliję do Palestyny. W przeciwieństwie do większości młodych i świeckich pionierów biorących udział w drugiej aliji, Gordon był w średnim wieku (miał 48. lat), był słaby fizycznie i nigdy nie wykonywał pracy fizycznej. Pomimo to, od samego początku szukał pracy jako najemny robotnik rolny. Jednak z powodu braku doświadczenia nikt nie chciał go zatrudnić. Natomiast proponowanej mu pracy umysłowej w biurze Gordon nie chciał się podejmować. Wreszcie znalazł zatrudnienie w sadach cytrusowych w Petach Tikwie. Bardzo często chorował z powodu złych warunków mieszkaniowych i ciężkiej pracy. Opiekowali się nim jego przyjaciele. Był człowiekiem z zasadami i nigdy nie chciał przyjmować dobroczynnej pomocy, spłacając później każdą pomoc swoich opiekunów. Następnie przeprowadził się do Riszon le-Cijjon. To właśnie tutaj w 1909 roku przyjechała jego żona z córką. Syn nie chciał im towarzyszyć z powodu różnic w poglądach religijnych. Cztery miesiące po przybyciu do Palestyny, jego żona zachorowała i zmarła. Gordon ostatecznie osiedlił się w 1912 roku w Galilei. Zamieszkał w kibucu Deganja Alef nad jeziorem Tyberiadzkim. Żył bardzo prosto i utrzymywał się jako najemny robotnik rolny. Wcześniej nie miał żadnego kontaktu z pracą fizyczną, gdyż pracował umysłowo. Nocami zajmował się filozofią, stając się kimś w rodzaju guru dla swoich młodszych kolegów. Zrobił on z pracy religię. Wierzył, że wysiłek pracy fizycznej na roli przyniesie pracującym rolnikom osobiste zbawienie, i że taka praca może odkupić również naród żydowski. Był pod wpływem rosyjskiego pisarza Lwa Tołstoja, jednak pozostawał ortodoksyjnym Żydem.
W 1911 roku uczestniczył w Dziesiątym Kongresie Syjonistycznym, odmówił jednak zaangażowania się w polityczną działalność ruchu syjonistycznego. Pomimo to, był jednym z założycieli syjonistycznego ruchu socjaldemokratycznego Hapoel Ha-Cair. Zmarł 22 lutego 1922 roku na raka przełyku w wieku 66 lat w kibucu Deganja Alef. Tam też został pochowany.

## Poglądy
Gordon podkreślał wartości ważności pracy, solidarności i równości społecznej. Pomimo to, nie był socjalistą i w zdecydowany sposób sprzeciwiał się ideologii marksistowskiej, jakoby walka klasowa była siłą napędową historii. Raczej, pozornie socjalistyczne wartości w filozofii Gordona wynikały z jego nacjonalistycznych poglądów. W publikacji „Nacjonalizm i Socjalizm” Gordon napisał: 
„Budowanie narodu nie jest budowaniem społeczeństwa. Fundamentem nie jest określenie udoskonaleń dla systemu życia gospodarczego, ani systemu sprawiedliwości społecznej, która jest pożądana w życiu; tutaj kładziemy fundament podwalin dla nowego zbiorowego życia, a także dla nowej duchowości narodowej (...) Wszystko to wymaga mocnego, wewnętrznego zjednoczenia wszystkich elementów narodowych, gdzie nawet konflikty idei i nadziei, muszą być wewnętrzne bez obcych sił i obcych wpływów”.

W pewien szczególny sposób był uniwersalistą, wierzącym w ograniczoną jedność kosmosu, natury i wszystkich ludzi. Uważał jednak, że ludzie „degradują i profanują naturę wszechświata”, traktując ją jako towar, który trzeba wykorzystać. Według niego, kapitalistyczny wyzysk psuje także stosunki społeczne, przynosząc obojętność wobec ludzkiego cierpienia i niedostatku. Rozwiązanie widział w regeneracji uniwersalnego charakteru człowieka, spostrzeganego jako indywidualna jednostka. Musiało to być jednak osiągnięte na drodze indywidualnego zespolenia się człowieka z naturą. W eseju „Naród Ludzki” napisał: 
„Człowiek w swoich wąskich granicach życia jest jak robak zanurzony w gorzkich ziołach, nieświadomy lepszego i większego świata istniejącego poza swoim małym ograniczonym obszarem. Człowiek musi poszerzyć swoje horyzonty obejmując większe życie, nieskończony świat wokół niego, świat z którym musi utrzymywać stosunki”.

Odpowiadając na pytanie, jak zespolić się z naturą, Gordon wskazywał na pracę fizyczną w Ziemi Izraela. W „Ludzie i Praca” napisał: 
„Naród żydowski został całkowicie odcięty od natury i uwięziony w murach miejskich na dwa tysiące lat (...) Brakuje nam nawyku pracy - nie pracy wykonywanej z zewnętrznego przymusu, ale pracy, która jest naturalna i organiczna. Ten rodzaj pracy wiąże ludzi ze swoją ziemią i ich kulturą narodową”.

Praca fizyczna była głównym elementem wszystkich odmian syjonizmu socjalistycznego. Była środkiem w kierunku stworzenia egalitarnego, samowystarczalnego ekonomicznie społeczeństwa żydowskiego. Gordon nie popierał socjalizmu, i dążył do realizacji celów nie tylko ekonomicznych, ale także duchowych. Uważał, że życie w diasporze sparaliżowało Żydów, odcięło ich od podstawowego źródła utrzymania jakim była praca na roli, i zmusiło do poszukiwania innych sposobów przetrwania. Odrodzenie narodu żydowskiego musiało więc przywrócić więzi między Żydami a ich ziemią. Stosując liczne metafory Gordon odniósł się do tego tematu w eseju „Nasze zadania na przyszłość”: 
„Przychodzimy do naszej Ojczyzny, aby być zasadzonymi w naszej naturalnej ziemi, z której zostaliśmy wysiedleni. Zapuścimy nasze korzenie głęboko w jej życiodajnych substancjach i wyciągniemy środki do naszego utrzymania, skorzystamy z powietrza i nasłonecznienia Ojczyzny (...) Tutaj w Palestynie jest siła przyciągająca wszystkie rozproszone komórki narodu i jednocząca w jeden żywy organizm narodowy”.

## Znaczenie
Jako religijny myśliciel, Gordon był czymś w rodzaju anomalii w zdecydowanie świeckim ruchu syjonizmu socjalistycznego na początku XX wieku. Swoimi pismami dostarczał inspiracji młodemu pokoleniu pionierów, zachęcając ich do ciężkiej pracy fizycznej. Był siłą napędową rekultywacji licznych terenów, budowy nowych kolonii rolniczych, tworzenia żydowskiej gospodarki, a ostatecznie powstania państwa Izrael.
Na jego cześć powstała syjonistyczna organizacja młodzieżowa Gordonia.